# ستسنا إف سييه
سيتسونا إف سييه Setsuna F. Seiei (刹那・F・セイエイ Setsuna Efu Seiei), أسمه الحقيقي سوران إبراهيم Soran Ibrahim (ソラン・イブラヒム Soran Iburahimu), هو شخصية خيالية قدم بأعتباره بطل الرواية من سلسلة أنمي سنرايز البدلة المتنقلة جاندام 00. سيتسونا هو عضو في الكائن السماوي، وهي منظمة تهدف إلى إنهاء جميع الحروب من خلال نشر وحدات الجاندام الثورية في التدخلات المسلحة العدوانية.
أحد أعضاء الطيارين في جاندام، المعروف أيضاً باسم «جاندام مايسترز»، يتذكر سيتسونا عبر سلسلة مشاركته في حروب الشرق الأوسط ويرغب في إيجاد طريقة أخرى لإنهاء النزاع. وقد ظهر أيضًا في الفيلم التالي البدلة المتنقلة جاندام 00: إيقاظ الرائد وكذلك ألعاب الفيديو وسلسلة المانغا المتعلقة بجاندام.
تم إنشاء «سيتسونا» ككردي لأن المخرج سيجي ميزوشيما أراد استكشاف الوضع الذي يمر به سكان الشرق الأوسط والذي يجبرهم على المشاركة في الحروب. كما تم تصميمه ليتناسب مع شخصيات الجاندام السابقة التي كانت ذات صلة بالجمهور. كان «سيتسونا» شخصية شائعة في اليابان، حيث حصل الممثل الصوتي «مامورو ميانو» على جائزة عن دوره، وضمن قاعدة جاندام الجماهيرية، حيث حصل على ترتيب كبير في استطلاعات الرأي المختلفة. ومع ذلك، كان الاستقبال النقدي لشخصية سيتسونا من منشورات باللغة الإنجليزية عن الأنمي والمانغا ووسائل الإعلام الأخرى مختلطاً، منتقدًا شخصيته الصامتة ولكنه أشاد بنموه عبر السلسلة.

## إختراع الشخصية
أصبح سيتسونا كردي بقرار دولي من سنرايز. وقد تم ذلك كنقد لفتور اليابان تجاه الدين. أراد المخرج سيجي ميزوشيما أن يمنح المشاهدين مقاربة قريبة للحروب في الشرق الأوسط، معتقدين بأن المشكلة لم يتم حلها منذ وقت طويل. هدف ميزوشيما إلى جعل المشاهدين يفهمون مشاعر سيتسونا نتيجة للعيش في ظل ظروف الحرب. فيما يتعلق بشخصيته، أراد ميزوشيما من بطل السلسلة بألا يكون مرتبطًا بالجمهور. وقد تم ذلك على النقيض من أبطال جاندام السابقين وجذب المشاهدين الشباب. في حين رأى بأن ماضيه الذي من الصعب فهمه قد يبدو جذابًا نتيجة لذلك. أراد الموظفون أيضًا إنشاء شخصية يمكن أن يرتبط بها الجمهور. في وقت متأخر من هذه السلسلة، تم تقديم نظام كوانتا سيتسونا من أجل نقل رسالته بأنه يريد الحرب من خلال التواصل بدلاً من العنف. تم استكشاف هذه الفكرة مرة أخرى في الفيلم حيث تم كتابة الحبكة بحيث لا يمكن لأحد باستثناء سيتسونا إنهاء الصراع.

## الظهور

### المسلسل تلفزيوني والفيلم
سيتسونا سييي هو بطل الرواية الأساسي لألبدلة المتنقلة جاندام 00. وقد اكتشف من قبل الكائن السماوي في سن الـ16 لأمتلاكه إمكانيات خاصة كطيار. هو جاندام مايستر وطيار جاندام إكسيا، المتخصص في الأشتباك. تسعى المجموعة إلى القضاء التام على النزاع المسلح بشكل رئيسي من خلال نشر وحدات الجاندام الثورية في التدخلات المسلحة العدوانية. اسم سيتسونا الحقيقي هو سوران إبراهيم. سيتسونا أسمه الرمزي. كان ذات مرة طفلاً جنديًا من جمهورية كروجس التي مزقتها الحرب. خلال هذا الوقت، قام بقتل أبويه تحت تأثير علي الساجيس لإثبات إخلاصه للرب، وبالتالي يحمل كراهية عميقة تجاه الساجيس. نظرًا إلى الغسل الديني لدماغه السابق (والأستيقاظ منه)، يدعي سيتسوانا بأنه لم يعد يؤمن بالرب، ومع ذلك لا يزال يناقش دور الرب في حياة الناس، مما يوحي بأنه يود أن يؤمن به. عبر السلسلة، يبدو سيتسوانا رواقي في الغالب غير مبالي بالأهتمام بالحب المحتمل مثل الأميرة مارينا إسماعيل.
في نهاية الموسم الأول، تصبح السلالة السماوية هدفًا لجيش الأمم المتحدة، ويفقد سيتسونا في المعركة ضد غراهام آكر. بعد أربع سنوات، ينضم إلى الكائن السماوي كطيار لـ 00 جاندام بعد أن تصيب إكسيا بأضرار بالغة. خلال قتاله ضد المبتكرين ثم 00 QAN، ينضم سيتسونا مع جاره السابق «ساجي كروسرودر» الذي يدمج GNR-010 0 رايسر مع 00 جاندام لإنشاء 00 رايسر. خلال معاركه، يصادف سيتسوانا الزعيم المبتكر روبونز الماك المسؤول عن بقاءه كطفل. يجري التعرض باستمرار إلى جزيئات GN الكاملة مكملة جاندام 00، يخضع سيتسوانا للابتكار، ليصبح أول مبتكر حقيقي يتمتع بصلاحيات أكبر بكثير من الماك ومجموعته. وينجح في هزيمة المبتكر ويستمر في العمل مع الكائن السماوي.
في تكملة الفيلم، البدلة المتنقلة جاندام 00: إيقاظ الرائد، يحارب سيتسونا مع السلالة السماوية طبقة ELS، وهي شكل حياة غريبة تهاجم البشرية. يسقط سيتسونا في كاتاتونيا بعد محاولة مشاركته وعيه، وعن طريق أندفاع المعلومات التي حصل عليها، دمرت خلايا دماغه ولكنه تمكن من التعافي عند رؤية حلفائه الضالين في حلم. قاد طائرة GNT-0000 00 Qan، وتولى سيتسونا إجراء الأتصال مع ELS، ووافق على أن يصبح جهة أتصال للإنسانية ويستعين بـ 00 Qan لأثبات قيمة ELS homeworld. بعد عدة سنوات، أصبح سيتسونا، بعد أن أصبحت جزءا من ELS، مع مارينا.

### في وسائل الإعلام الأخرى
ظهر سيتسونا خارج سلسلة الأنمي والفيلم أيضاً في الإعلام المطبوع المرتبط بجاندام 00. ويعطي مؤلف فيلم المانجا تفسيرًا مختلفًا حيث فيها سيتسونا يتزوج بمارينا. تم استكشاف الطفولة سيتسونا أيضاً في الفصل الأول من مانغا البدلة المتنقلة جاندام 00: الذكريات الزرقاء. كما يظهر لفترة وجيزة في في مانغا البدلة المتنقلة جاندام 00F. وأيضاً تظهر أنشطته في الفيلم البدلة المتنقلة جاندام 00I 2314.
كما ظهر سيتسونا في ألعاب الفيديو جاندام 00 كلعبة الهاتف البدلة المتنقلة جاندام 00 و البدلة المتنقلة جاندام 00: كاندام مايسترس. في ألعاب فيديو جاندام كروس أوفر يظهر سيزوننا في سلسلة ديناستي واريورز وتم تقديمه في لعبة ديناستي واريورز: جاندام 3, وفي جاندام مقابل حيث يظهر لأول مرة في البدلة المتنقلة جاندام: جاندام مقابل جاندام آخر. Hكما ظهر لأول مرة في سلسلة سوبر روبوت وورز في سوبر روبوت وورز Z2. بالإضافة إلى ذلك، ظهر في حلقة أخرى من حلقة القرن الماضي مع جاندام إكسيا و 00 رايسر.

## الأستقبال
كان سيتسونا شخصية شائعة في اليابان. في استطلاع نيوتايب، تم التصويت له بأعتباره بالمرتبة 20 للشخصية الذكورية الأكثر شعبية من عام 2000. وقد ظهر مرتين في استطلاعات "أنيميج أنيم غراند بريكس"، أولاً في المرتبة 29 كأكثر شخصية أنمي من الذكور في استطلاع الرأي، وفي العام التالي كان الخامس. في استطلاع آخر يركز على جميع الشخصيات التي تظهر في الجاندام، تم التصويت لصالح سيتسونا بالمرتبة 5 كأكثر شعبية من بين جميع الشخصيات. في استطلاع آخر من موقع سنرايز الذي طلب من المعجبين، أي شخصية كانوا يريدون الأجتماع معها، كان سيتسونا في المركز السادس. في هيئة الإذاعة اليابانية تم التصويت له كسادس أفضل شخصية في جاندام. فاز مامورو ميانو، الممثل الصوتي لـ سيتسونا، بجائزة "أفضل ممثل صوت" في معرض طوكيو الدولي للأنمي لعام 2008. وقد قوبل الدور من الممثل الصوتي الإنجليزي، براد سوايل، بالنقد في السلسلة "بداية من رامزي إسلر من آي جي إن.
في الخارج، تلقى سيتسونا انتقادات متباينة من منشورات باللغة الإنجليزية للأنمي والمانغا وغيرها من وسائل الإعلام. غالبًا ما تمت مقارنته ببطل الرواية أجنحة جاندام، هييرو يوي، استنادًا إلى مدى عدم القدرة على التعبير للشخصيتين. هذا أزعج كريس بيفيردج من هوس الترفيه حيث يبدو أن سلسلة اقترضت عناصر من العروض السابقة على الرغم من أن سيتسونا مثير للأهتمام. وأنتقد روس ليفرسيدج شخصية سيتسونا ووجد أن الأعضاء الآخرين في فريق التمثيل كانوا أكثر جاذبية منه. اتفق كارل كيملينجر من شبكة أخبار الأنمي مع ليفرسيدج قائلاً إنه من الصعب الاستمتاع بالشخصية لأنه «رائع في استغرابه البارد».
من ناحية أخرى، كان تطوير سيتسونا عبر السلسلة موضوع ثناء. وعلق نيك هارتل من "دي في دي تيك" كيف تمكنت "سيتسونا" من الوقوف كـ"بطل" السلسلة في الموسم الأول بفضل تطوره. وشارك كيملينجير وجهة نظر مماثلة حيث علق على كيف أصبح سيتسونا "أكثر نعومة ومحكم" مما جعله شخصية تكسب التعاطف. في ما يتعلق بدوره في الفيلم مارك سومبيللو من ANN قارن دوره مع إحدى الشخصيات الرئيسية في الماتريكس نيو بسبب كيف يحاول سيتسونا أن يفهم غرضه الحقيقي. على الرغم من أن مايكل تول من نفس الموقع قد أشار إلى أن الجمهور أعجب بالوحدة الفرعية التي تنطوي على تفاعلاته مع فيلت، فقد انتهى بـ "حماقة رومانسية ooey-gooey"."